# オールド・ボリシェヴィキ
オールド・ボリシェヴィキ（英語: Old Bolshevik、ロシア語: ста́рый большеви́к）は、ボリシェヴィキのうちで帝政ロシア時代、すなわち1917年の十月革命以前から活動していたものを指す呼称である。「党の古い護衛」 «старая партийная гвардия» とも。ウラジーミル・レーニンによれば、党のこの「最も薄い層」こそが「巨大で独占的な威信」を有していたという。
1972年のソ連の資料では、1922年の時点で44,148人いたとされ、史家のヴァディム・ロゴヴィンはボリシェヴィキ第13回党大会の記録から、1924年時点の総党員数60万人中0.6パーセントが1905年以前の入党者であり、1906年から1916年までの入党者は2パーセント、1917年の入党者は9パーセントと推計している。

## 組織
1922年にインスパルトに付属して全連邦オールド・ボリシェヴィキ協会 «Всесоюзное общество старых большевиков» が創立された。これは歴史的、革命的資料を収集し、革命の伝統を若い世代の活動家へ伝えるための機関であったが、それに加入するための基本要件は1904年の派閥形成から連続して18年間党員であったということだった。しかしこの要件は後に緩和されたため、創立当初は64人だった会員数は1934年1月には2千人以上にのぼった。そのため、1927年に協会は1917年以降の入党者の排除を訴えている。この協会は1935年に解体された。

### 主なメンバー
- アヴェリ・エヌキーゼ（ロシア語版）
- ミハイル・オリミンスキー（ロシア語版）（1922年から1931年まで会長）
- モイセイ・グベリマン(ru)
- アレクサンドル・ゴルビ(ru)
- フョードル・サモイロフ(ru)
- ボリス・シュミャツキー（ロシア語版）
- アレクサンドル・ストパニ(ru)
- ヴィクトル・ノギン（ロシア語版）
- ゲンリフ・フィシェル(ru)
- チホン・ボンダレフ（ロシア語版）
- レフ・ミハイロフ(ru)
- エメリヤン・ヤロスラフスキー（ロシア語版）（1931年から1935年まで会長）
- マルティン・リャドフ（ロシア語版）
- パンテレイモン・レペシンスキー（ロシア語版）
- フリドリフ・レングニク（ロシア語版）

## その他の定義
ソビエト連邦元外相、共産党の重鎮であるヴャチェスラフ・モロトフは1905年のロシア第一革命以前の入党者をオールド・ボリシェヴィキと見なしており、自身をそれに含める考えを取っていなかった。モロトフは後のインタビューにこう語っている。